# Gary Suiter
Gary G. Suiter (nacido el 18 de enero de 1945 en Albuquerque, Nuevo México y fallecido el 23 de octubre de 1982 en Rio Rancho, Nuevo México) fue jugador de baloncesto estadounidense que jugó una temporada en la NBA y otra más en la EPBL. Con 2,06 metros de estatura, lo hacía en la posición de ala-pívot.

## Trayectoria deportiva

### Universidad
Jugó durante tres temporadas con los Mustangs de la Universidad Estatal Midwestern, en las que promedió 18,6 puntos y 15,8 rebotes por partido. Es el tercer máximo reboteador de la historia de los Mustangs, ocupando la primera y segunda plaza en rebotes por temporada, y el mejor anotador en una temporada, con 20,6 puntos por partido.
Es uno de los dos únicos jugadores de su universidad, junto con Eric Dawson en jugar en la NBA.

### Profesional
Tras no ser elegido en el Draft de la NBA de 1969, jugó una temporada en la EPBL hasta que en 1970 fichó como agente libre por los Cleveland Cavaliers, con los que disputó 30 partidos en los que promedió 1,4 puntos y 1,4 rebotes.

## Estadísticas de su carrera en la NBA

### Temporada regular
| Temporada | Edad | Equipo              | Liga | Pos. | P  | TIT | MIN | TC  | TCA | %TC  | 3P | 3PA | %3P | TL  | TLA | %TL  | R.OF. | R.DEF. | REB | ASIS | ROB | TAP | PER | FP  | PTS |
| 1970-71   | 26   | Cleveland Cavaliers | NBA  |      | 30 |     | 4.7 | 0.6 | 1.8 | .352 |    |     |     | 0.1 | 0.3 | .444 |       |        | 1.4 | 0.1  |     |     |     | 0.7 | 1.4 |
| Total     |      |                     | NBA  |      | 30 |     | 4.7 | 0.6 | 1.8 | .352 |    |     |     | 0.1 | 0.3 | .444 |       |        | 1.4 | 0.1  |     |     |     | 0.7 | 1.4 |

## Fallecimiento
El 23 de octubre de 1982 fue visto en un restaurante con otras dos personas cenando, con las que abandonó el establecimiento. Se montaron en una pickup que les llevó a un paraje cercano al Río Bravo, donde recibió tres disparos por una deuda de juego de 275 dólares. Su asesino, Gary Randall Hoxsie, fue condenado a cadena perpetua.